# Anders Brännström (företagsledare)
Anders Brännström, född 1945, är en svensk direktör. Han var VD för riskkapitalbolaget Volvo Technology Transfer AB fram till 2010. Han invaldes 2005 som ledamot av Ingenjörsvetenskapsakademien.